# 番路 (大字)
番路，原稱番仔路，是台灣嘉義縣番路鄉的一個傳統地域名稱，位於該鄉西北部凸出部分的東半部。相較於今日行政區，其範圍大致包括番路村、民和村、觸口村、社口村東端。

## 歷史
台灣日治初期，番路地區為一街庄，稱為「番仔路庄」，隸屬於嘉義東堡。該庄北與內埔仔庄為鄰，東與大湖庄、公田庄為鄰，南邊為灣潭仔庄，西南邊為社口庄，西邊為轆仔腳庄、下坑庄。
1901年（日治明治三十四年）11月，全台廢縣廳改設二十廳，該庄隸屬於嘉義廳。1903年（明治三十六年）6月，該庄編入「番仔路區」，隸屬於嘉義廳。1909年（明治四十二年）10月，合併二十廳為十二廳，番仔路區仍隸屬於嘉義廳。1920年（大正九年），全台地方制度大改正，廢十二廳改設五州二廳，該庄改制並簡化為「番路」大字，隸屬於臺南州嘉義郡番路庄。
戰後番路庄改制為番路鄉，隸屬於臺南縣，大字亦改制為村。1950年10月，雲、嘉、南分治，番路鄉改隸屬嘉義縣。

## 聚落
本地區發展較早的聚落有番仔路、石頭埔、石圍、牛埔仔、岩仔、埔尾、觸口等，在日治期初期的官方地圖上已有記載。

## 交通
- 省道台18線
- 縣道159號
- 縣道159甲線

## 文化資產
- 半天岩紫雲寺（縣定古蹟）